# Rádio Uirapuru
Rádio Uirapuru é uma emissora de rádio brasileira sediada em Fortaleza, capital do estado do Ceará. Opera no dial AM, na frequência 760 kHz e é uma emissora própria da Rede Aleluia. Foi fundada por uma sociedade liderada pelos empresários José Pessoa de Araújo e Aécio de Borba Vasconcelos, em 16 de junho de 1956. É mantida atualmente pela Igreja Universal do Reino de Deus, que adquiriu a emissora em 1989, e funciona em conjunto com a FM 99,9.

## História
Terceira emissora de rádio fundada em Fortaleza, a Uirapuru foi inaugurada em 16 de junho de 1956 na frequência 1340 kHz. pelos empresários José Pessoa de Araújo e Aécio de Borba Vasconcelos, com participação acionária de José Júlio Cavalcante, Luiz Crescêncio Pereira e Afrânio Peixoto. O nome da rádio, inspirado no pássaro homônimo, foi uma ideia de Araújo e, por isso, seu slogan era "A emissora do pássaro". Seus estúdios iniciais estavam instalados no décimo primeiro andar do Edifício Arara, localizado no Centro de Fortaleza, e sua antena transmissora era localizada no bairro Maraponga, na época nomeado Santa Rita.
A programação da rádio era diversificada, com destaque para o radiojornalismo e o esporte. Para isso, foram firmados convênios com as rádios Mayrink Veiga e Nacional para retransmissão de gravações de programas humorísticos e transmissões de futebol. A grade da emissora também ficou marcada pelas radionovelas. Em 1957, suas instalações mudaram-se para um prédio localizado entre as ruas Clarindo de Queiroz e General Sampaio. Por ter sido construído imitando o formato de um receptor de rádio, era chamado de "Prédio do Rádio". Em 1975, mudou sua frequência para os atuais 760 kHz. Em 1978, José Pessoa de Araújo formou sociedade com o comerciante Patriolino Ribeiro e fundou a TV Uirapuru, transferindo os estúdios da rádio (antes na Praça da Bandeira) para o prédio da emissora, no Dionísio Torres. Com o fim da sociedade do canal em 1981, a rádio se instalou no bairro do Benfica, onde manteve um conhecido viveiro de pássaros, e depois no Edifício Gellati, na Avenida Barão de Studart.
Passou a obter status de rede de rádio na década de 1980, possuindo filiais em Itapipoca, Morada Nova e Canindé. A inauguração da Rádio Uirapuru em Quixadá ocorreu em 13 de fevereiro de 1980, através de um evento que mobilizou todo o município. Sob administração de José Pessoa Filho, Wagner Jucá e Vânia Pessoa, a Uirapuru foi vendida para a Igreja Universal do Reino de Deus em junho de 1989, sendo desfeita essa rede. A emissora de Quixadá foi adquirida pelo Sistema Monólitos de Comunicação, liderado pelos empresários Everardo Silveira e Aziz Baquit, passando a se chamar Rádio Monólitos.
Na década de 1990, foi renomeada Rádio Record de Fortaleza, mas voltou ao nome original ao integrar a Rede Aleluia. Desde então, passou a ser sediada no bairro Aldeota, em conjunto com a FM 99,9. Em 2014, solicitou junto ao Ministério das Comunicações a migração para o dial FM.